# George Benjamin
Pour les articles homonymes, voir Benjamin.
George Benjamin, né le 31 janvier 1960 à Londres, est un compositeur britannique contemporain. Il est également pianiste et chef d'orchestre.

## Biographie
Né en 1960 dans une famille juive, George Benjamin commence à jouer du piano à l’âge de sept ans, et se met presque aussitôt à la composition, couchant sur papier ses premières idées dès neuf ans. Repéré par son maître de piano, Peter Gellhorn, il l'accompagne à Paris. Il y rencontre le compositeur Olivier Messiaen et son épouse Yvonne Loriod dans son appartement et lui faisant jouer au piano, le compositeur demande au jeune musicien de venir étudier avec lui. George Benjamin accepte et retourne plusieurs fois à Paris pour suivre des cours au Conservatoire, alors qu'il est encore à l'école à Westminster. Très tôt, dès seize ans, il est suivi par la maison d'édition Faber Music. En 1976-1977, il entre au Conservatoire national supérieur de musique de Paris pour étudier deux années avec Olivier Messiaen. Dans cette ville, il continue de se rendre chez Yvonne Loriod pour prendre des cours de piano avec elle. Deux ans après, en 1978, il poursuit ensuite ses études musicales avec Alexander Goehr au King's College de Cambridge, jusqu'en 1982. Encore étudiant, il rencontre Pierre Boulez, puis, une fois diplômé, retourne à Paris pour travailler avec l'Ircam.
Sa première œuvre pour orchestre, Ringed By The Flat Horizon, est donnée avec succès aux BBC Proms en août 1980, alors qu’il n’a que vingt ans. Les œuvres qu'il compose par la suite sont principalement destinées à de petits ensembles et des solistes. Il se fait connaître en France avec deux pièces, une pour soprano et orchestre en 1981, A Mind of Winter, et une autre pour orchestre de chambre At First Light, en 1982. Entre 1985 et 1987, toujours à l'Ircam et pour honorer une de leur commande en commémoration du dixième anniversaire du Centre Georges-Pompidou, il écrit Antara, une pièce de chambre et électronique. Elle est créée en avril 1987 par l'Ensemble intercontemporain sous direction. En 1993, il compose de nouveau pour orchestre, en laissant de côté l'électronique, avec Sudden Time, qu'il crée avec l'orchestre philharmonique de Londres.
George Benjamin travaille en relation étroite avec le festival de Tanglewood, et dirige régulièrement les orchestres et les ensembles les plus prestigieux du monde, comme le London Sinfonietta, le Berliner Philharmoniker, l’orchestre de Cleveland et l'orchestre royal du Concertgebouw d’Amsterdam. Il est un des directeurs de l'ensemble Musique Oblique. Entre 1985 et 2001, le compositeur est professeur à l'École royale de musique de Londres. En 1992, il devient fondateur et directeur artistique du festival de musique contemporaine Wet Ink, avec l'Orchestre symphonique de San Francisco. L'année suivante, George Benjamin est le fondateur du Meltdown Festival au South Bank de Londres, durant laquelle est créée Sudden Times. En 1995, il dirige l'Ensemble Modern pour créer son œuvre Three Inventions for Chamber Orchestra, dans le cadre du festival de Salzbourg. En 1999, il a dirigé Pelléas et Mélisande à Bruxelles, et il a créé des œuvres de Rihm, Chin, Grisey et Ligeti. Depuis 2001, il tient la chaire de composition Henry Purcell au King's College de Londres en tant que professeur de composition. Il travaille entre 2004 et 2005 comme conseiller artistique pour le programme de la BBC, Sounding The Century, consacré à la musique du XXe siècle.
Ses œuvres ont donné lieu ces dernières années à des rétrospectives majeures à Londres, Tokyo, Bruxelles, Strasbourg, Berlin et Madrid. C'est en France que le compositeur reçoit ses commandes les plus décisives.
L’événement central de son portrait musical au festival d’Automne 2006 à Paris est la création à l’Opéra Bastille de sa première œuvre scénique, le petit opéra Into the Little Hill, une collaboration avec l’auteur dramatique Martin Crimp. Sa rencontre en 2005 avec le librettiste est ce qui enclenche la réalisation d'un premier ouvrage lyrique. La Société philharmonique royale du Royaume-Uni lui décerne le prix de composition en 2008 pour son opéra. Son Duet pour piano et orchestre, une commande de la Fondation Roche, est créée par Pierre-Laurent Aimard et l'orchestre de Cleveland sous la baguette de Franz Welser-Möst au festival de Lucerne en 2008.
Son opéra Written on Skin, créé en 2012 au festival international d'art lyrique d'Aix-en-Provence, lui vaut dès sa création un succès presque unanime de la critique. Son ouvrage est rejoué plusieurs fois dans une tournée de la production initiale, est joué au festival de Tanglewood, reçoit de nombreux prix tels que le Grand Prix de l’Académie Charles Cros, et connaît un engouement certain dans une version de concert en 2020 à Hambourg et Paris.
En 2018, il signe son troisième ouvrage lyrique, Lessons in Love and Violence créé à Londres. L'oeuvre est reprise régulièrement dans de nombreux théâtres, tels que l'Opéra de Hambourg, celui de Lyon ou encore, sous la direction du compositeur, en version concert à la Philharmonie de Paris
Durant la saison 2018-2019, George Benjamin est en résidence avec l'Orchestre philharmonique de Berlin et à la philharmonie de l'Elbe de Hambourg.
En 2019, le compositeur reçoit le Lion d'or lors de la Biennale de Venise pour l'ensemble de son œuvre. Il est l'objet du Festival Présences de Radio France en 2020.
Et c'est à nouveau avec son librettiste Martin Crimp que George Benjamin crée son quatrième opéra, Picture a day like this , oeuvre de chambre pour orchestration réduite, présentée au Festival d'Aix-en Provence durant l'été 2023 et repris à l'Opéra National du Rhin en 2024 puis à l'Opéra-Comique à Paris la même année.

## Prix et distinctions
- Chevalier de l’ordre des Arts et Lettres (1996)[3]
- Élu à l'Académie bavaroise des beaux-arts (1996)[3]
- Prix de composition Arnold Schoenberg décerné par le Deutsche Symphonie Orchester (2001)[3]
- Commandeur de l'ordre de l'Empire britannique (2010)[3]
- Prix de composition musicale Prince-Pierre-de-Monaco (2015)[8]
- Membre de l'Académie royale de Suède (2018)[3]
- Grand prix artistique de la Fondation Simone et Cino Del Duca (2022)[9]
- Prix Ernst-von-Siemens pour l'ensemble de son oeuvre (2023)[10]

Il est lui-même membre du jury du prix de composition Tōru Takemitsu en 2003.

## Œuvre
- Altitude (1977), pour ensemble de cuivres
- Piano Sonata (1978)
- Octet[11] (1979), pour ensemble
- Flight (1979), pour flûte
- Ringed by the Flat Horizon (1980)
- A Mind of Winter (1981), pour soprano et orchestre
- Sortilèges (1981), pour piano
- At First Light (1982), pour ensemble
- Jubilation (1985)
- Antara (1987), pour deux flûtes, deux claviers électro-acoustiques et ensemble
- Upon Silence (1990), pour mezzo-soprano et ensemble de cordes
- Sudden time (1990-1993), pour grand orchestre
- Three inventions (1995), pour orchestre de chambre
- Sometime Voices (1996), pour baryton, chœur et orchestre
- Viola, viola[12] (1997)
- Shadowlines (2001), 6 pièces pour piano
- Palimpsests (2002), pour orchestre
- Dance Figures (2004)
- Duet (2008), pour piano et orchestre

### Opéra
La production lyrique de George Benjamin débute avec la rencontre du librettiste de ses quatre premiers opéras, Martin Crimp. La méthode employée pour l'écriture du livret du premier ouvrage, qui consiste à faire déclamer les didascalies par les personnages, permet de s'extraire de l'artificialité de la représentation et ainsi légitimer une certaine distanciation dans le chant. Cette technique est renouvelée dans le second puis abandonné dans le troisième. Par ailleurs, l'écriture vocale, afin de se concentrer sur l'intelligibilité des mots, tout en excluant le parler ou le Sprechgesang, utilise une forme de recitatitvo secco. Son second opéra lui vaut plusieurs prix dans le monde de la musique et de l'opéra, contribuant à propulser son ouvrage à l'international.
- Into the Little Hill, opéra pour soprano, contralto et ensemble, livret de Martin Crimp (2006) ;
- Written on Skin, ivret de Martin Crimp (2012) ;
- Lessons in Love and Violence, livret de Martin Crimp (2018) ;
- Picture a day like this, livret de Martin Crimp (2023).

## Discographie
- Written on Skin - Christopher Purves, baryton basse (le protecteur) ; Barbara Hannigan, soprano (Agnès sa femme) ; Bejun Mehta, contre-ténor (le garçon) ; Rebecca Jo Loeb (Marie) ; Allan Clayton, ténor (John) ; Orchestre de chambre Mahler, dir. George Benjamin (Festival d’Aix-en-Provence-Radio France, 7/14 juillet 2012, Nimbus NI5885/6) — suivi de Duet, pour piano et orchestre - Pierre-Laurent Aimard, piano.
- Written on Skin - Christopher Purves (le protecteur) ; Barbara Hannigan (Agnès sa femme) ; Bejun Mehta (le garçon) ; Victoria Simmonds, mezzo-soprano (Marie) ; Allan Clayton (John) ; Royal Opera Chorus et Orchestra of the Royal Opera House, dir. George Benjamin (mars 2013, DVD Opus Arte)
- Dream of the Song, dans Horizon 7 - Bejun Mehta, contreténor ; chœur de chambre néerlandais, Orchestre du Concertbegouw, dir. George Benjamin (25-26 septembre 2015, RCO Live 16003) — avec Tan Dun et Magnus Lindberg